# Tampichthys
Tampichthys är ett släkte av fiskar. Tampichthys ingår i familjen karpfiskar.
Kladogram enligt Catalogue of Life:
| Tampichthys | \| \| Tampichthys catostomops \| \| \| \| \| \| Tampichthys dichromus \| \| \| \| \| \| Tampichthys erimyzonops \| \| \| \| \| \| Tampichthys ipni \| \| \| \| \| \| Tampichthys mandibularis \| \| \| \| \| \| Tampichthys rasconis \| \| \| \| |
|             | \| \| Tampichthys catostomops \| \| \| \| \| \| Tampichthys dichromus \| \| \| \| \| \| Tampichthys erimyzonops \| \| \| \| \| \| Tampichthys ipni \| \| \| \| \| \| Tampichthys mandibularis \| \| \| \| \| \| Tampichthys rasconis \| \| \| \| |
|             | Tampichthys catostomops |
|             | |
|             | Tampichthys dichromus |
|             | |
|             | Tampichthys erimyzonops |
|             | |
|             | Tampichthys ipni |
|             | |
|             | Tampichthys mandibularis |
|             | |
|             | Tampichthys rasconis |
|             | |